# ICHI (映画)
『ICHI』（いち）は、2008年10月25日に公開された日本映画。映倫PG12指定。原作者は子母沢寛。勝新太郎の代表作である『座頭市』の主人公を女性（瞽女）に置き換えたリメイク作品。

## 上映館
2008年10月25日公開、丸の内ルーブル他全国東急系映画館にてロードショー。

## キャスト
- 女座頭/市：綾瀬はるか、柏幸奈、木村彩由実（幼少期）
- 浪人侍/藤平十馬（とうま）：大沢たかお、千葉一磨（幼少期）
- 「白河組」
  - 二代目/虎次：窪塚洋介
  - 組長/長兵衛：柄本明
- 「万鬼党」
  - ボス/万鬼（ばんき）：中村獅童 (2代目)
  - ナンバー2/伊蔵（いぞう）：竹内力
- 旅宿の宿主/喜八：利重剛
- 美津：佐田真由美
- 旅宿の客引き少年/小太郎：島綾佑
- 居合切りの名手/盲目の男：杉本哲太
- 藤平十馬の母：横山めぐみ
- お浜：渡辺えり
- 大目付/片岡：並樹史朗
- 邪光：虎牙光揮
- 市の母：河野うさぎ
- 丑寅：沖原一生
- 斎藤歩
- 山下徹大
- 増本庄一郎
- 土屋久美子
- 佐野泰臣
- 中野裕斗
- 手塚とおる
- 山口祥行
- アンドレ
- 勝矢
- 北岡龍貴

ほか

## スタッフ
- 監督：曽利文彦
- 脚本：浅野妙子
- 原作：子母沢寛
- 撮影：橋本桂二
- 美術：佐々木尚
- 音楽：リサ・ジェラルド、マイケル・エドワーズ
- 殺陣指導：久世浩
- CG：OXYBOT
- エグゼクティブ・プロデューサー：遠谷信幸
- プロデューサー：東信弘、吉田浩二、梅村安
- 製作統括：加藤嘉一
- エグゼクティブ・プロデューサー：遠谷信幸
- 企画：中沢敏明
- 配給：ワーナー・ブラザース映画
- 制作プロダクション：セディックインターナショナル、シネマカフェ
- 製作：映画「ICHI」製作委員会（TBS、ジェネオン・ユニバーサル・エンターテイメントジャパン、セディックインターナショナル、ワーナー・ブラザース映画、電通、ローソンチケット、講談社、MBS、ホリプロ、朝日新聞社、OXYBOT）

## 主題歌
- 主題歌：「Will」SunMin（ビクターエンタテインメント）

## ソフト化
2009年4月3日発売。発売元はセディックインターナショナル、発売・販売元はジェネオン・ユニバーサル・エンターテイメントジャパン。
- ICHI スタンダード・エディション（DVD1枚組）
  - 映像特典
    - ナビゲーション「ICHI」
    - 特報・劇場予告編・TVスポット集
- ICHI プレミアム・エディション（DVD2枚組）
  - ディスク1：本編DVD
    - 音声特典
      - オーディオコメンタリー（監督：曽利文彦×撮影×橋本桂二×助監督：副島宏司）

  - ディスク2：特典DVD
    - メイキング
    - VFXメイキング
    - 音楽メイキング
    - 未公開シーン集
    - 舞台挨拶（完成披露、ジャパンプレミア、公開初日）
    - 特報・劇場予告編・TVスポット集

  - 初回限定特典
    - リーフレット（12P）
    - 特製スリーブケース
- ICHI ブルーレイ版（本編BD+特典DVDの2枚組）
  - ディスク1：本編BD（DVDプレミアム・エディションと同様）
  - ディスク2：特典DVD（DVDプレミアム・エディションと同様）
  - 初回限定特典：DVDプレミアム・エディションと同様

## 漫画版
篠原花那による漫画化作品が、『イブニング』2008年11号より2011年13号まで連載。単行本は全7巻（最終巻には描き下ろしが加えられている）。